# Jakub Błaszczykowski
Jakub Błaszczykowski, também conhecido como Kuba, (Truskolasy, 14 de dezembro de 1985) é um ex-futebolista polonês que atuava como meia.

## Clubes
Integrou o elenco do Borussia Dortmund desde o início da temporada 2007-08. Na temporada 2015-16 foi emprestado a Fiorentina.
Em 1 de agosto de 2016 foi contratado pelo Wolfsburg até 2020.
Em 3 de janeiro de 2019, Jakub rescindiu seu contrato com o Wolfsburg.

## Seleção Nacional
Estreou pela Seleção Polonesa principal em 28 de março de 2006 em partida amistosa contra a Arábia Saudita, mas não pode participar da Copa do Mundo daquele ano por lesão.

## Vida pessoal
Em sua adolescência, viveu uma experiência traumática ao testemunhar em setembro de 1996 o esfaqueamento de sua mãe Anna por seu pai, que mais tarde foi preso por 15 anos. Desde então, todos os gols que faz são dedicados a sua mãe. Foi criado pela avó e foi apoiado em sua carreira por seu tio Jerzy Brzęczek, ex-jogador da Seleção Polonesa e medalhista olímpico em Barcelona 1992.

## Títulos
Wisla Cracóvia
- Campeonato Polonês: 2004–05

Borussia Dortmund
- Campeonato Alemão: 2010–11, 2011–12
- Copa da Alemanha: 2011–12
- Supercopa da Alemanha: 2008, 2013